# NGC 2918
NGC 2918 (również PGC 27282 lub UGC 5112) – galaktyka eliptyczna (E), znajdująca się w gwiazdozbiorze Lwa. Odkrył ją William Herschel 13 marca 1785 roku.